# Apports byzantins à la Renaissance italienne
On qualifie d’apports byzantins à la Renaissance italienne l’influence qu’exercèrent des intellectuels grecs et italiens sur le mouvement humaniste au cœur de la Renaissance grâce à la redécouverte des anciens auteurs grecs et de leurs commentateurs, soit à la suite de voyages entrepris par les intellectuels italiens à Byzance à la recherche de manuscrits antiques, soit par des exilés byzantins venus s’établir en Italie pour y enseigner, principalement à l’occasion du concile de Florence (1437-1439) et après la chute de Constantinople (1453).
Ayant débuté à la fin du XIVe siècle (dit Trecento), la Renaissance italienne connut son apogée au XVe siècle (dit Quattrocento), à la faveur du développement du commerce international en Méditerranée et de la lutte entre les Cités-États du centre et du nord-ouest de l’Italie (Toscane).
À cette époque, le mouvement humaniste commença à prendre le pas sur la scolastique qui avait prévalu depuis le XIIIe siècle. Le développement des qualités essentielles de l’être humain devint un but en soi. Le libre-arbitre, l’indépendance, l’ouverture d’esprit s'affirmèrent comme les qualités fondamentales de l’homme de la Renaissance. Essentiellement laïc, ce mouvement se tourna vers les anciens auteurs grecs (et latins) comme source d’inspiration à la fois morale et politique. Leurs œuvres ayant presque totalement disparu d’Occident, certains intellectuels se rendirent eux-mêmes à Byzance pour retrouver les textes que la Quatrième Croisade et les invasions turques avaient laissé subsister.
Un peu plus tôt, l’empire byzantin de Michel VIII, réduit à la seule Grèce historique, avait renoué avec l’héritage des auteurs classiques et des Pères de l’Église grecque pour produire ce qui fut appelé la « Renaissance paléologue », en fait un retour aux sources du savoir.
Le concile de Florence (1437-1441) permit à plusieurs intellectuels byzantins, produits de ce renouveau, de faire découvrir aux humanistes italiens ces auteurs classiques et leurs commentateurs. La prise de Constantinople par les Turcs ottomans (1453) vit l’arrivée en Italie de nombreux exilés qui enseignèrent principalement dans les universités de Florence et de Padoue (alors partie de la république de Venise).
À Rome, des papes humanistes comme Nicolas V voudront faire de Rome un centre de diffusion intellectuelle susceptible de permettre à la papauté d’affirmer sa primauté politique aussi bien que spirituelle. La nouvelle Bibliothèque vaticane, créée avec l’aide du cardinal Bessarion qui devait être l’âme dirigeante d’un cercle de lettrés, accueillit aussi bien des auteurs antiques païens que des auteurs chrétiens.
Enfin, le développement de l’imprimerie et la création de caractères d'imprimerie grecs permirent, grâce aux presses d’Aldo Manuzio, la diffusion de la presque totalité du corpus grec classique et des textes des Pères de l’Église orthodoxe.

## De la scolastique à l’humanisme
Pendant le haut Moyen Âge, la langue grecque était pratiquement inconnue en Occident. Seuls quelques textes d’Aristote (une partie de l' Organon grâce à Boèce) et des premiers Pères de l’Église avaient survécu. Des auteurs comme Euclide, Ptolémée (le Planisphère, l'Optique, l' Almageste), ou Aristote (reste de l' Organon : Logica vetus et Logica nuova, la Physique, puis la Métaphysique) furent redécouverts au cours de la Renaissance du XIIe siècle, par des traductions en latin de versions arabes, dans des centres de traduction comme celui de Tolède. À la même époque, Henri Aristippe fit travailler à Palerme une équipe d'Italo-Grecs sur des manuscrits helléniques de Platon (le Phédon et le Ménon), d'Euclide et de Ptolémée, peut-être aussi de Proclus et de Héron de Syracuse ; Jacques de Venise semble avoir traduit à partir du grec les Seconds Analytiques d'Aristote ; Burgondio de Pise traduisit des ouvrages médicaux de Galien et d'Hippocrate, le traité De la foi orthodoxe de Jean Damascène et certaines homélies de saint Jean Chrysostome. Au XIIIe siècle, saint Thomas d'Aquin put ainsi réconcilier la philosophie d'Aristote avec le christianisme, fondant ainsi la scolastique. En 1260, le dominicain Guillaume de Moerbeke (1215-1286) traduisit du grec ancien vers le latin La Politique d’Aristote ainsi que divers traités de mathématiques d’Archimède. Pour éviter les erreurs qui entachaient de nombreuses traductions arabes, il adopta la méthode dite de verbo in verbo, c’est-à-dire une traduction littérale des textes originaux. Mais les résultats étaient souvent si obscurs qu’ils nécessitaient des commentateurs distincts des traducteurs pour les interpréter. Il subsistait ainsi un corpus limité d’œuvres logiques, métaphysiques et scientifiques qui ignorait totalement la littérature, la rhétorique et l’histoire. De plus, ces œuvres étaient souvent reproduites à partir de manuscrits dont le texte était déficient.
Une évolution se fit jour avec le développement du commerce entre l’Orient et l’Occident après les premières croisades. Les marchands européens explorèrent les routes commerciales vers l’Orient et les cités marchandes se lancèrent dans le commerce de la soie et des épices. Dans les Cités-États, les marchands remplacèrent progressivement les élites traditionnelles.
Dans les villes du Nord de l’Italie puis à Rome (où la papauté s’était réinstallée en 1420 après un long séjour à Avignon), ainsi qu’à Venise (y compris sa ville universitaire, Padoue), la bourgeoisie économique et politique de l’époque se mit à s’intéresser de plus en plus à l’héritage des anciens Grecs et Romains et à leur pensée politique en qui les nouvelles classes affluentes des Cités-États voyaient un moyen de lutter contre la domination des évêques et de la société féodale du Moyen-Âge. La scolastique, basée sur l’étude de la Bible et de la philosophie d'Aristote essentiellement par des clercs, perdit progressivement de son influence au profit de l'humanisme (studia humanitatis en latin), mouvement visant à développer l’ensemble des facultés de l’homme par une étude des langues et de la culture des anciens Grecs et Romains dans les textes originaux. Les humanistes, maintenant aussi bien laïcs que clercs, ne limiteront plus leur champ d’étude à la philosophie et à la religion mais, attachant une grande importance à la philologie, étendront leurs recherches à la littérature et aux arts.
Dans le Sud de l’Italie, continuait à exister au XIIIe siècle une importante communauté grecque concentrée dans la région de Messine, de Calabre et d’Apulie. Celle-ci maintenait son identité culturelle grâce à de nombreux contacts avec Constantinople et son identité religieuse tant par son attachement à sa liturgie distincte de la liturgie romaine qu’au patriarche de Constantinople qu’elle considérait comme le véritable chef de l’Église. Celle-ci avait peu de contacts avec le nord du pays et avait tendance à considérer le pape et ses efforts de latinisation de leurs églises comme un ennemi. Toutefois, un certain nombre de ces Grecs du sud de l’Italie, comme Barlaam le Calabrais et Leonzo Pilato jouèrent un rôle important dans la redécouverte des auteurs grecs antiques.

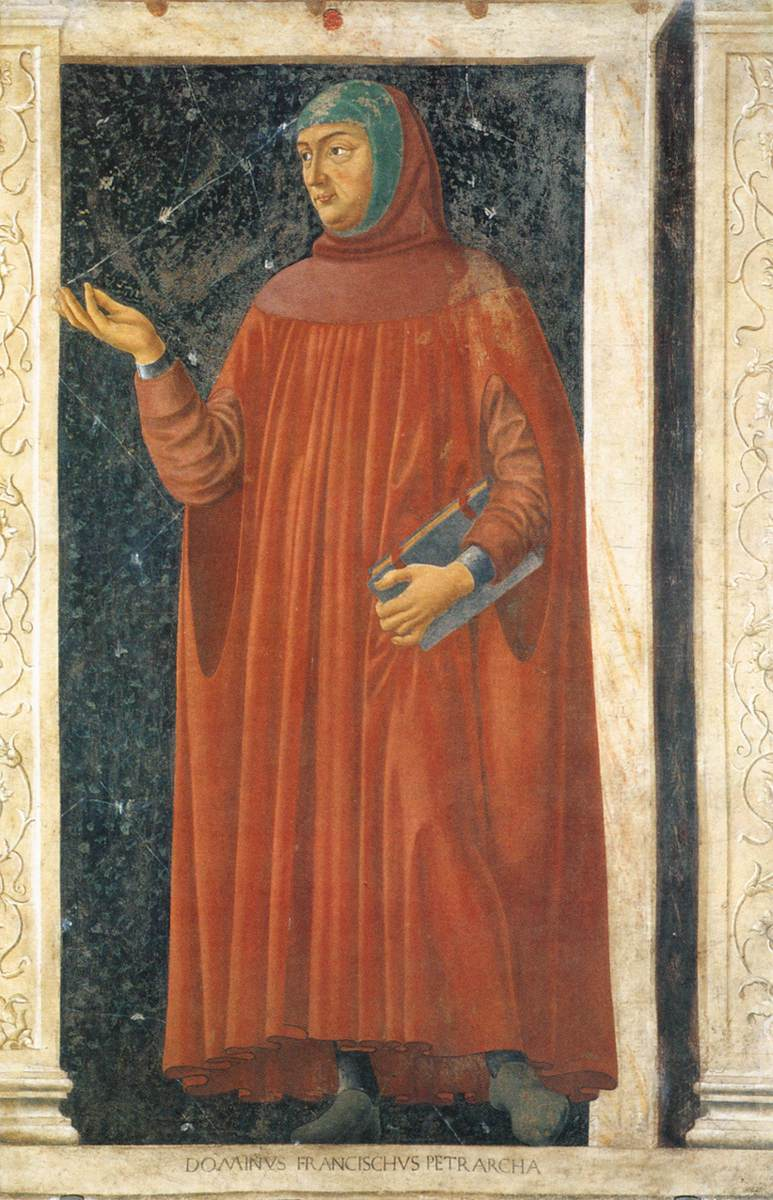
Pétrarque peint par Andrea del Castagno. Galerie des Offices, Florence.

Les premiers à s’intéresser à l’héritage de la Grèce antique et byzantine furent ainsi des érudits italiens, de culture latine aussi bien que grecque, qui réussirent à se procurer des textes grecs originaux ou se rendirent eux-mêmes à Constantinople pour y étudier le grec.
Parmi les premiers humanistes figure Francesco Petrarca (en français, Pétrarque) (1304-1374), l’une des premières grandes figures de la littérature italienne. Humaniste, il fut parmi les premiers à vouloir faire revivre l’enseignement des auteurs classiques dans toutes les disciplines et poursuivre les recherches qu’ils avaient amorcées. Toutefois, il dut se contenter des grands classiques latins puisque, bien qu’il ait fait le projet de traduire l’ensemble de l’œuvre d’Homère avec son ami Léonce Pilate (voir ci-après) et bien qu’il possédât une copie de l’Iliade et de Platon, il ne put jamais maitriser suffisamment le grec pour lire ces textes en dépit des rudiments de grec appris sous la direction de Barlaam le Calabrais (1290-1314).
Ce dernier, né de parents grecs orthodoxes du sud de l’Italie partit pour Constantinople où il fut en 1333-1334 le porte-parole de l'Église grecque face aux théologiens que le pape avait envoyés en Orient pour préparer l'Union des Églises. Influencé par les prémices de la Renaissance, il s’opposera à certains aspects de la philosophie de saint Thomas d’Aquin et se fit surtout connaitre pour ses prises de position lors des querelles sur l’hésychasme.

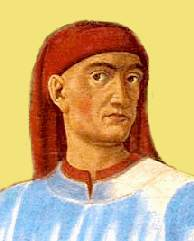
Boccaccio peint par Andrea del Castagno, vers 1449.

L’un des amis de Pétrarque, Leonzio Pilato (mort 1366), fut probablement le premier professeur de grec en Occident, bien avant Chrysoloras. Également originaire de Calabre, son éducation était davantage grecque que latine. Un des premiers promoteurs des études grecques en Occident, il traduisit et commenta durant son séjour à Florence de 1360 à 1362 des œuvres d’Euripide, Aristote et Homère dont l’Iliade et l’Odyssée,.
Le troisième membre du groupe fut Giovani Boccaccio (1313-1375). Ayant étudié au Studium de Florence, il rencontra Niccolò Accaciuoli et Pétrarque avec qui il noua une grande amitié. Ce dernier l’encouragea à étudier les anciens auteurs grecs et la littérature latine. Croyant fermement que les anciens auteurs, en dépit de leur paganisme, avaient beaucoup à offrir, il défendit fermement leur étude contre ceux qui y voyaient une atteinte aux valeurs chrétiennes.

## La Renaissance paléologienne
Le sac de Constantinople par les croisés avait vu la destruction de nombre d’œuvres célèbres dans les incendies qui ravagèrent la ville. La reprise de Constantinople par l’empereur Michel VIII en 1261 remit à l’honneur l’orthodoxie et les traditions hellénistiques. Cette « Renaissance paléologienne » devait se poursuivre jusqu’à la chute de l’empire en 1453. Mais l’empire de Michel VIII n’était plus cet empire multiethnique des Macédoniens ; c’était maintenant un territoire qui avait été de tout temps grec et uniquement grec. Progressivement, le terme d’« hellène » commença à s’imposer sous la plume d’écrivains comme Nicolas Cabasilas qui l’utilisait au sens culturel et Demetrios Cydonès au sens politique,.

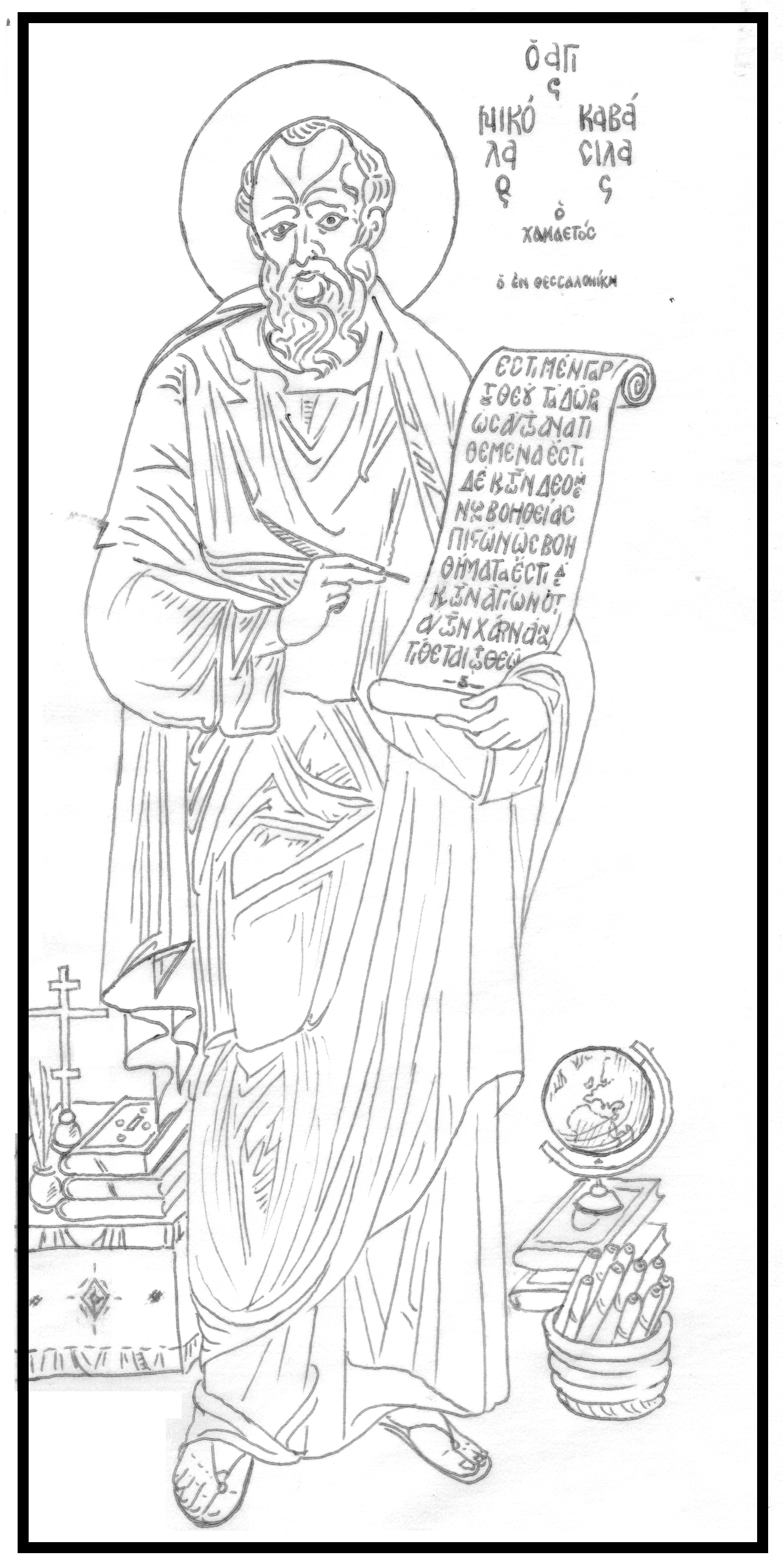
Nicolas Cabasilas

Alors que l’empire politique se désagrégeait autour d’eux pour n’être plus qu’une confédération de cités-États comme Constantinople, Thessalonique, Trébizonde et Mistra, les Byzantins s’accrochaient de plus en plus fermement à leurs racines culturelles et se considéraient comme les héritiers des poètes et philosophes, des historiens et des hommes de science de la Grèce antique. Les élites se mirent à écrire dans le style des anciens auteurs et à remplacer les termes étrangers qui s’étaient introduits dans la langue par des termes anciens.
On vit ainsi se développer un nouvel attrait pour les grandes figures de l’Antiquité et les Pères de l’Église grecque qui se traduisit par une intensification des études littéraires, philosophiques et scientifiques. Nicéphore Blemmydès (1197-1269) fut sans doute le premier représentant de ce « renouveau du savoir ». Ayant fui Constantinople avec ses parents, il étudia la médecine, la physique, la philosophie, la théologie, les mathématiques, la logique et la rhétorique. Célèbre en raison de son érudition, il enseigna la philosophie à Georges Acropolite et à Théodore II Lascaris. Il parcourut la Grèce à la recherche de manuscrits pour son enseignement et écrivit de nombreux traités entre autres un manuel de philosophie aristotélicienne en deux parties, l'une sur la logique, l'autre sur la physique,.
Outre la rhétorique, essentielle pour la formation des fonctionnaires de la chancellerie impériale, l’université de Constantinople, rouverte sous Michel VIII et Andronic II, favorisa un nouvel intérêt pour les mathématiques, la médecine et, surtout l’astronomie,.
Dans le secteur scientifique, le développement de la navigation conduisit à l’abandon progressif des « tables de Ptolémée » au profit de nouvelles tables compilées par des astronomes perses et arabes vers 1300. En même temps on commença à s’intéresser à un traité sur l’utilisation de l’astrolabe, instrument essentiel à la navigation, traduit à Constantinople à partir de la version latine d’un texte arabe en 1309.
L’Église pour sa part se montrait moins hostile qu’auparavant à l’étude des auteurs païens et les commentateurs des œuvres d’Aristote et de Platon purent être analysés. Les grands philosophes/scientifiques de l’époque furent presque tous gens d’Église : Blemmydès et Planudès furent des moines, Pachymère diacre, Acropolitès, quoique laïc, était un théologien accompli et Georges de Chypre devint patriarche. Enfin, les grandes œuvres poétiques du passé, comme les tragédies d’Aristophane, refirent surface et on s’appliqua à retrouver les textes originaux pour mieux comprendre la pensée d’auteurs souvent déformée au cours des siècles par les copistes ou les traducteurs. De 1261 à 1453, on peut identifier quelque 150 auteurs tant clercs que laïcs actifs, non seulement à Constantinople, mais aussi dans les autres centres où la culture grecque était toujours à l’honneur comme Nicée, Arta, Thessalonique, Trébizonde et Mistra.
Par ailleurs, l’établissement de l’Empire latin et la création d’États latins affiliés avaient amené au Levant des hommes politiques et intellectuels qui découvrirent, souvent grâce à des traductions arabes, la richesse de l’antique culture grecque. L’Église catholique qui après la Quatrième Croisade voulait substituer l’Église latine à l’Église orthodoxe avait envoyé des Grecs convertis comme Nicolas de Cotrone ou Barlaam le Calabrais, qui, s’ils firent bien peu de convertis chez les orthodoxes, firent prendre conscience à l’Occident de l’héritage de l’Antiquité grecque. Si bien que deux siècles après le pillage des bibliothèques de Constantinople par les croisés, leurs descendants reviendront acheter à prix d’or tous les manuscrits sur lesquels ils pouvaient encore mettre la main.
C’est cette rencontre entre ce nouvel humanisme italien et l’arrivée en Italie de ces Grecs imbus de leurs racines culturelles qui devait permettre aux Byzantins d’apporter une contribution primordiale à la Renaissance italienne.

## Florence: Chrysoloras, Guarini, Bruni et les premiers traducteurs

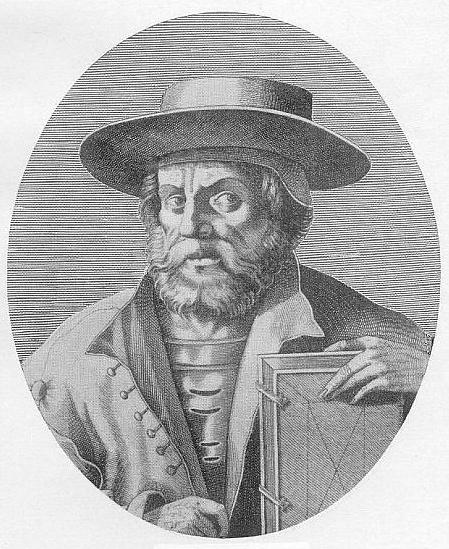
Manuel Chrysoloras

Si Pétrarque et Boccaccio avaient exprimé le désir d’apprendre le grec pour lire les textes anciens, c’est avec l’arrivée d’un diplomate byzantin, Manuel Chrysoloras (vers 1355-1415), que ce rêve put se concrétiser. Après un premier voyage en Italie en 1394 pour solliciter l’aide de l’Occident contre les Turcs, Chrysoloras arriva à Venise en 1396 et s’établit à Florence l'année suivante. Au cours des trois années qu’il y passa, il donna des leçons de grec à plusieurs humanistes dont Niccolò Niccoli et Leonardo Bruni,.
Son enseignement eut un double résultat : ses élèves intellectuels furent mieux en mesure de mener à bien la traduction d’anciens auteurs alors que d’autres, orientés vers la vie politique, comme Coluccio Salutati (1331-1406), chancelier de Florence, ou Pallas Strozzi (1372-1462), banquier et politicien, s’inspirèrent des idées politiques de l’Antiquité pour tenter de faire de leur ville l’héritière de la Rome républicaine et la ville champion de la liberté en Italie.
À son départ, Chrysoloras laissa à Jacopo Angeli da Scarperia le soin de compléter la traduction de la « Géographie » de Ptolémée, traité sur lequel s’appuyaient les connaissances géographiques des Anciens. Longtemps attendue, cette traduction connut un succès immédiat et fut reproduite en de nombreux exemplaires.
Délaissant la traduction mot-à-mot utilisée par les scolastiques qui au mieux aboutissait à un latin lourd et dépourvu de grâce, au pire à rendre incompréhensible le sens du texte, il lui substitua une traduction selon le sens de la phrase (ad sententiam transfere), enseignant à ses élèves à demeurer aussi près que possible du texte grec, mais à le convertir en un latin élégant, aussi idiomatique que l’original, abolissant ainsi la distinction médiévale entre « traducteur » et « commentateur ». Il laissa également un manuel de grammaire grecque intitulée Erotemata (« Questions » i.e. parce qu’il se présentait sous forme de questions et réponses) qui devint si populaire qu’il fut l’un des premiers livres grecs à être imprimé,.

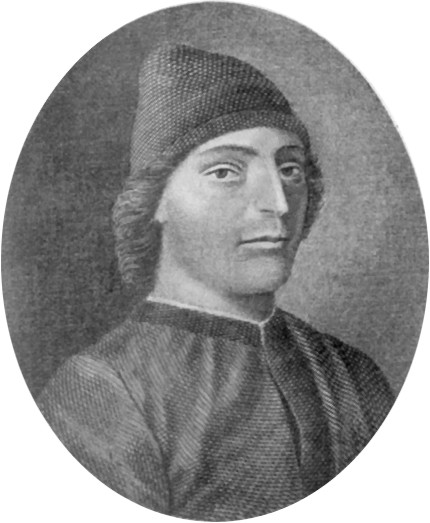
Guarino da Verona

Chrysoloras retourna à Constantinople en 1403 avec l’empereur Manuel II. Il y fut bientôt rejoint par Guarino da Verona (ou Guarino de Vérone)(né vers 1370 - 1460). Né à Vérone, il partit étudier le grec à Constantinople sous la direction de Chrysoloras jusqu’à ce que ce dernier retourne définitivement en Italie en 1407. Guarino fit de même l’année suivante et resta en correspondance avec son ancien maitre. Fondateur d’une école intégrée à l’université de Ferrare où il enseigna ce qu’il avait appris en Grèce, Guarino devait traduire à partir du grec et du latin de nombreux ouvrages, notamment ceux de Plutarque et la totalité de l'œuvre de Strabon,,.
Parmi les plus importants élèves de Chrysoloras figure le Florentin Leonardo Bruni (vers 1374-1444). L’une de ses premières traductions, un essai de saint Basile, Discours à la jeunesse chrétienne sur l’étude des classiques grecs, eut un énorme succès puisqu’il en existe encore près de trois cents manuscrits dont le plus ancien date d’environ 1403. Saint Basile y exprimait l’opinion que la littérature païenne pouvait être incluse dans l’instruction chrétienne à condition d’en utiliser avec discernement. Bruni s’en servit avec succès dans la controverse qui opposait Coluccio Salutati et le moine Giovanni da San Miniato. Par la suite, il rédigea l'Histoire des Florentins (Historiarium Florentinarum Libri XII) où Florence est comparée non seulement à la Rome républicaine, mais aussi à Athènes. Enfin, il termina la traduction de « La République » de Platon qui avait été commencée par Chrysoloras, avant de s’attaquer aux œuvres d’Aristote. Si ces œuvres avaient déjà été traduites en latin, les traductions de Bruni se distingueront de celles des scolastiques par les nuances textuelles et stylistiques qu’il y introduisit,,.

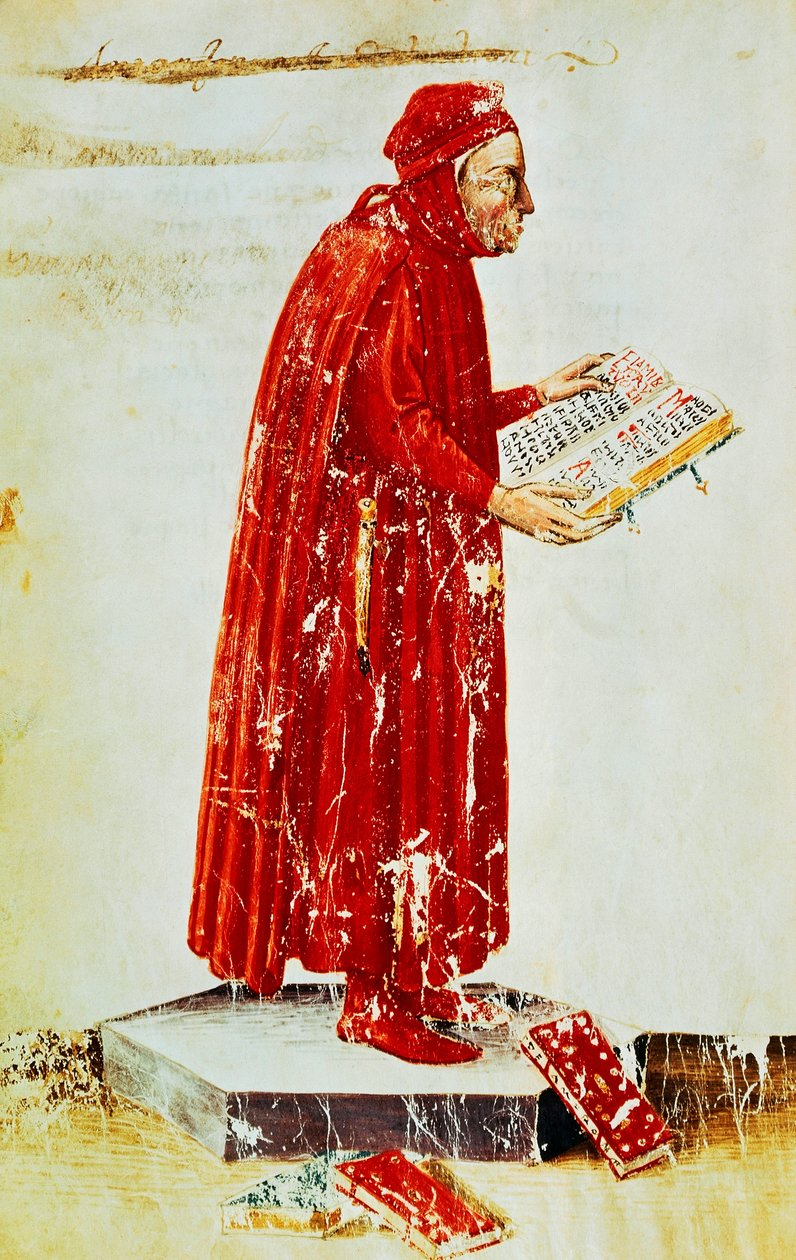
Portrait en pied de Colluccio Salutati extrait d'un codex de la Bibliothèque laurentienne de Florence.

Avec Leonardo Bruni et Poggio Bracciolini (plutôt latiniste), Niccolò Niccoli (1364-1437) fit partie du cercle de lettrés se réunissant autour de Colucio Salutati, chancelier de la République florentine. Aristocrate, passionné d’art ancien, il exerça une grande influence sur le groupe en constituant une bibliothèque qui fut l’une des plus célèbres de Florence qu’il légua à la bibliothèque de San Marco fondée par Cosme de Médicis.
Né à Capodistria (aujourd’hui en Slovénie), Pier Paolo Vergerio (1370-1444) apprit le grec avec Chrysoloras. Il devint par la suite chanoine de Ravenne et participa au Concile de Constance en 1414 où il fut remarqué par l’empereur Sigismond dont il devint le secrétaire jusqu’à sa mort. Il est surtout connu comme un humaniste libéral qui, brisant avec les traditions médiévales, prôna une éducation reproduisant l’encyclios paida grecque. Son œuvre principale, écrite quelques années après le départ de Chrysoloras et intitulée De ingenuis moribus et liberalibus adolescentiae studiis, fondée sur les principes humanistes constitua la base même du système éducationnel de la Renaissance. Citant de nombreuses sources grecques, elle exalte les valeurs de l’homme libre comme fondement de sa participation à la vie politique de la communauté.
Contrairement aux précédents, Roberto Rossi (vers 1355-1417) ne fut pas un intellectuel de renom. Toutefois, il maitrisait la langue grecque et acquit une imposante collection de manuscrits grecs. Après un voyage à Venise où il rencontra Chrysoloras et Cydonès, il enseigna le latin et le grec à de nombreux fils de bonnes familles dont Cosme de Médicis.
Bien qu’il ne fasse pas partie de ce cercle, il faut également mentionner Francesco Filelfo (1398-1481) qui poursuivit les efforts de Pétrarque et de ses étudiants dans le domaine de la littérature latine, et s’avéra un agent important dans la redécouverte, encore modeste, de la culture grecque. En 1419, grâce entre autres à l’intervention de Guarino da Verona, il obtint la charge très convoitée de notaire et chancelier du baile des Vénitiens à Constantinople ce qui lui permit de se lier d’amitié avec Jean Chrysorolas, le neveu de Manuel Chrysoloras décédé en 1415. Sa charge étant venue à terme en 1423, il entra alors au service de l'empereur byzantin Jean VIII Paléologue, période pendant laquelle il acquit une solide connaissance de la langue grecque en plus de se lier avec des jeunes gens qui devaient par la suite jouer un rôle important dans la diffusion de la pensée byzantine comme Jean Argyropoulos, Gennadios Scholarios et le futur cardinal Bessarion. Rentré à Venise en 1427, il commença une longue carrière d’enseignement universitaire qui le mena dans tous les grands centres de la Renaissance : Venise, Bologne, Florence, Milan et Rome. Il contribua à la propagation de la culture grecque par son activité infatigable d’enseignant et par son travail de collection et de catalogage des fragments ayant survécu de l’héritage grec et romain.

## Le concile de Florence 1437-1439
Vingt ans après la mort de Chrysoloras, le Concile de Florence convoqué pour permettre la réunification des Églises chrétiennes d'Orient et d'Occident, allait permettre la plus importante rencontre entre intellectuels italiens et byzantins de cette époque charnière entre Moyen Âge et Renaissance.

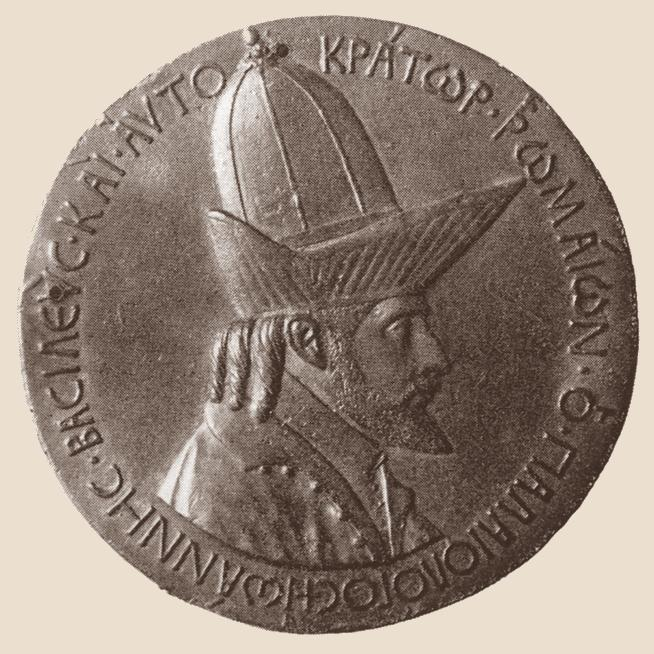
Jean VIII Paléologue, médaille réalisée par Pisanello à Florence en 1438.

Dans les années 1430, les circonstances favorisaient un rapprochement entre les Églises catholique et orthodoxe. Confronté au mouvement conciliaire qui menaçait l’autorité papale, Eugène IV avait été forcé de se réfugier à Florence et sa légitimité avait été mise en doute par le concile de Bale réuni en 1431. De son côté, Jean VIII Paléologue devait faire face à une invasion turque menée par Murad II,.
En novembre 1437, l’empereur et une délégation de quelque 700 personnes incluant le patriarche Joseph II, vingt métropolites, nombre d’évêques, ainsi que des laïcs versés en théologie s’embarquait pour Venise. De là, ils se dirigèrent vers Ferrare où devait se tenir le concile. Parmi les représentants catholiques se trouvaient Leonardo Bruni, alors chancelier de Florence, Pier Paolo Vergerio et Guarino da Verona qui, à l’emploi de la famille d’Este, enseignait dans cette ville. En janvier 1439, le concile se déplaça vers Florence à l’invitation de Cosme de Médicis, la peste s’étant déclarée à Ferrare.

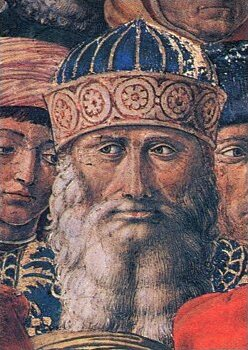
Gémiste Pléthon - ses conférences sur Platon enthousiasmeront les Florentins pendant le Concile de Ferrare-Florence.

Au cours de l’année et demie que devait durer le concile, des discussions acrimonieuses eurent lieu sur la suprématie papale, la question du filioque, le purgatoire, l’utilisation de pain azyme pour la communion, etc., au cours desquelles les deux délégations eurent fréquemment recours aux œuvres des Pères grecs datant d’avant 1054. Mais hors des sessions, ces longs mois permirent la rencontre de deux membres exceptionnels de la délégation byzantine, Gémiste Pléthon (ci-après) et Basilius (Jean) Bessarion (chapitre suivant), avec deux leaders florentins exceptionnels, Cosme de Médicis, politicien et financier, et Marisilio Ficino, poète et philosophe.
Georges Gémiste (v. 1355 /1360 — 26 juin 1452) dit Pléthon par analogie avec son idole, Platon, fut l’un des esprits les plus originaux de son temps. Après avoir étudié à Andrinople (alors capitale européenne des Ottomans) avec un professeur juif, il retourna à Constantinople où il enseigna la philosophie. Bien que ses études lui aient donné une connaissance approfondie de l’aristotélisme, il rejeta cette théorie en faveur de celle de Platon. Les autorités religieuses protestèrent contre son enseignement qu’elles disaient conduire à un polythéisme néo-platonicien. Pour lui éviter d’être emprisonné, l’empereur Manuel II lui suggéra de s’exiler volontairement à Mistra où il venait de nommer despote son fils, Théodore,. Pléthon accepta d’autant plus volontiers cet exil que Mistra était située près de l’ancienne Sparte dont il admirait le système politique totalement opposé à la démocratie athénienne que rejetait également Platon.
Presqu’octogénaire, il fit partie de la délégation qui se rendit au concile. S’il n’y joua qu’un rôle d’appoint en appui au point de vue grec, ses conférences sur les différences philosophiques entre Platon et Aristote fascinèrent les Florentins. Son traité dans lequel il prenait la défense de Platon et fustigeait Aristote souleva une controverse qui continua à Rome bien après le concile et le retour de Pléthon à Mistra où il termina ses jours. Ce fut probablement son activité qui donna à Cosme de Médicis l’idée de fonder l’Académie platonicienne,.

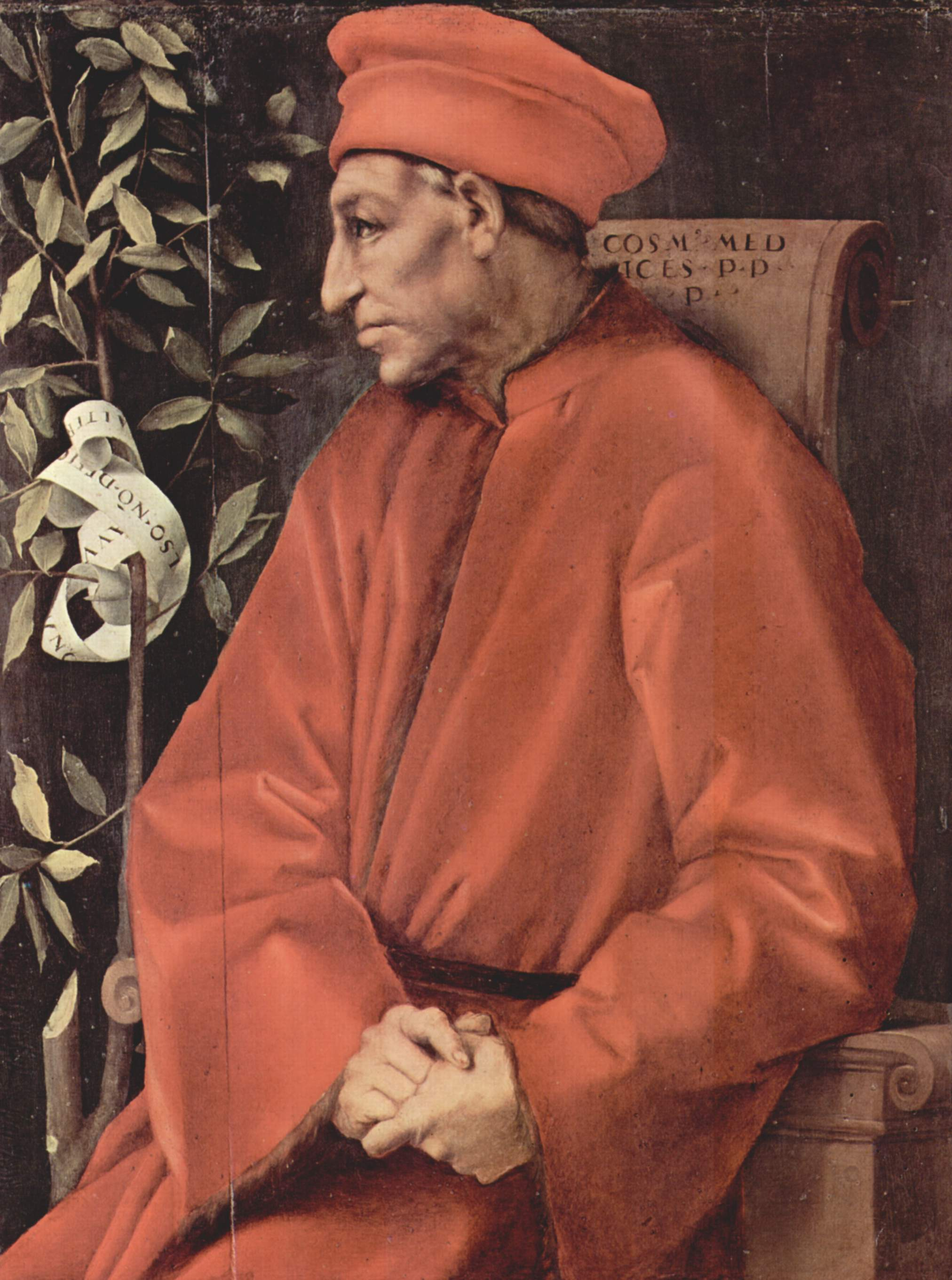
Cosme de Médicis par Jacopo Pontorno, 1518, Galerie des Offices, Florence.

Son passage marqua également une évolution dans les idées de l’époque. La génération de Bruni et de Poggio n’avait retenu d’Aristote et de Platon que ce que les deux philosophes avaient à dire sur l’État et l’Éthique. La nouvelle génération, moins tournée vers la vie active, était plus tournée vers la métaphysique. Les idées anti-démocratiques de Platon (qui avaient scandalisé Bruni) s’accordaient davantage à l’image du « despote éclairé » qui commençait à se développer à Florence sous Cosme de Médicis.
Cosme de Médicis (1389-1464) avait reçu une éducation humaniste et avait appris le grec avec Roberto Rossi qui avait joué un rôle prépondérant dans la venue de Chrysoloras en Italie. Fils d’un banquier dont la société comptait plusieurs filiales tant en Italie qu’à l’étranger, il utilisa sa fortune pour se propulser au sommet de la République qu’il contrôla entièrement au retour de l’exil où l’avait contraint la puissante famille rivale des Albizzi.
Avec l’appui du pape Eugène IV (pape 1431-1447), il invita le concile à se transporter à Florence lorsque la peste se déclara à Ferrare et offrit banquets et réceptions au cours desquelles il s’enthousiasma pour Gémiste Pléthon et ses idées. Vers 1460, il donna à Marisilio Ficino une villa près de la sienne pour que celui-ci puisse y traduire l’œuvre de Platon en son entier. C’est là que devait se réunir, de façon plus ou moins formelle, un cercle de lettrés bientôt connu sous le nom d’ « Académie platonicienne ». Nommé « gonfalonier de Florence » en 1434, il concentra de plus en plus le pouvoir politique entre ses propres mains, si bien que le mouvement humaniste, fortement politisé au départ, devint de plus en plus un mouvement philosophique. Vers la fin de sa vie, il accueillera également à Florence Jean Argyropoulos qui lui avait dédicacé une traduction latine des œuvres d’Aristote et qui deviendra le précepteur de son petit-fils, Lorenzo,.

## Rome: Bessarion, Georges de Trébizonde, Gaza, Valla et Nicolas V
L’influence de Florence dans la propagation des auteurs grecs et byzantins s’étendit jusqu’à la fin du XVe siècle. Celle de Rome s’affirma vers le milieu du même siècle sous le pontificat de Nicolas V, pape de 1447 à 1455. Il fut le premier d’une série de papes humanistes comme Pie II (pape 1458-1464) et Sixte IV (pape 1471-1484) voulant faire du Vatican un centre d’éducation et de culture humaniste qu’ils voyaient comme la meilleure façon de promouvoir le rôle de la papauté en Europe, rôle sérieusement remis en question par une longue série d’antipapes. Homme de lettres, ami du cardinal Bessarion, il fonda la Bibliothèque vaticane qui devait abriter une collection complète de textes latins et de textes grecs en traduction. À cette fin, il encouragea la traduction d’œuvres grecques classiques et des Pères de l’Église grecque par Georges de Trébizonde et Théodore Gaza,.

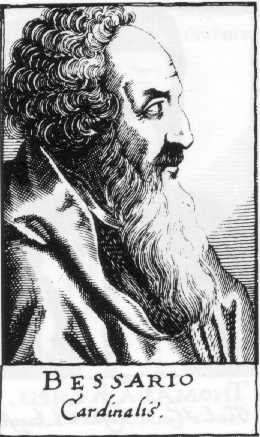
Basilius (Jean) Bessarion, moine orthodoxe, puis cardinal de l'Église romaine.

Né à Trébizonde vers 1399 Basilius (Jean) Bessarion fut éduqué à Constantinople et à Mistra où il étudia sous Gémiste Pléthon de qui il tint les connaissances sur Platon qu’il défendra par la suite. Il fit carrière au sein de l’Église orthodoxe ; moine, puis prêtre, higoumène du monastère de Saint-Basile de Constantinople, il fut nommé métropolite de Nicée en 1437. C’est à ce titre qu’il fit partie de la délégation grecque au concile de Florence où il se fit le champion des pro-unionistes, s’opposant vivement aux vues de théologiens orthodoxes comme Marc Eugenikos (ou Marc d’Éphèse). Ses contributions aux débats fut le facteur déterminant conduisant à l’acte d’Union, le 6 juillet 1439,. Il devait du reste se convertir au catholicisme à la fin du concile et être fait cardinal par le pape Eugène IV.
Après un bref retour à Constantinople où il ne put demeurer en raison de sa conversion, il retourna à Rome où il occupa de nombreuses hautes fonctions dont celles de légat pontifical et de patriarche latin de Constantinople en 1464.
Il écrivit de nombreux ouvrages tant en grec qu’en latin qu’il maitrisait plus que tout autre intellectuel byzantin,. Il prit une position modérée dans le conflit qui se développa après le départ de Pléthon entre les partisans d’Aristote et de Platon, même s’il rédigea en grec un imposant ouvrage « Contre le calomniateur de Platon » dans lequel il s’attaqua aux vues extrémistes de Georges de Trébizonde, ardent défenseur d’Aristote,,.
Il fit venir de Constantinople nombre de manuscrits anciens pour les protéger contre l’invasion turque imminente. Ce sont ces manuscrits qu’utiliseront entre autres Georges de Trébizonde, Gaza, et peut-être Valla pour traduire et faire connaitre plusieurs auteurs et Pères de l’Église grecque. C’est également grâce lui et à ces manuscrits que l’apprentissage des mathématiques devint, pour les humanistes, une partie intégrante des studia humanitatis ; et c’est également grâce à lui que Regiomontanus, l’un des grands mathématiciens de la Renaissance, développa son intérêt pour Archimède. Il légua sa bibliothèque comprenant 746 manuscrits à la république de Venise où, avec d’autres, ils formeront le fonds de la Biblioteca Marciana.
Après son installation à Rome, il se mit à traduire en latin nombre de textes d’anciens auteurs grecs inconnus jusque-là ou à corriger des traductions fautives. Il protégea des humanistes menacés par l'Église sous le pontificat d’Eugène IV, comme Lorenzo Valla. Sous le pontificat de Nicolas V et de concert avec lui, sa maison, surnommée l’Académie, devint un lieu de rassemblement pour intellectuels grecs et italiens comme Théodore Gaza et Michel Apostelès.

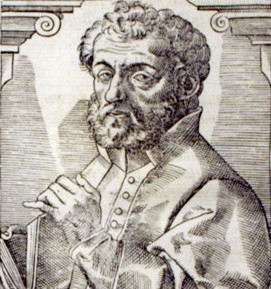
Georges de Trébizonde, traducteur et commentateur d'Aristote.

Né en Crête d’une famille originaire de l’empire de Trébizonde, Georges de Trébizonde (1415-vers 1472-1473), aussi appelé Georges Trapezountios, vint à Venise alors qu’il avait vingt ans, invité par le patricien Franscesco Barbaro à qui il enseigna probablement le grec et pour qui il traduisit plusieurs manuscrits. Converti au catholicisme en 1426, il traduisit à la demande de Nicolas V et du cardinal Bessarion divers manuscrits grecs. Commentateur critique d’Aristote, il se fit surtout connaitre par sa traduction de l’Almagest de Ptolémée dont une traduction avait été faite au siècle précédent à partir d’une version arabe corrompue, traduction qui influença profondément le développement des mathématiques et de l’astronomie. Ses études sur la rhétorique, contenues dans le Rhetoricum libri V, permit de faire découvrir l’un des grands rhétoriciens grecs, Hermogène de Tarse (IIe siècle-IIIe siècle) dont il compara l’art de la rhétorique avec celle de Cicéron chez qui il admirait moins le grand orateur-philosophe que l’orateur-homme d’État.
Théodore Gaza (vers 1400-1475) ouvrit d’abord une école supérieure à Constantinople où il rencontra Francesco Filelfo, alors secrétaire de Jean VIII. C’est probablement sous l’influence de celui-ci qu’il vint en Italie vers 1434 où il étudia le latin avec le célèbre professeur Vittorino da Feltre. De 1440 à 1449, il enseigna le grec aux étudiants de l’Université de Ferrare. Son prestige était tel que Cosme de Médicis lui offrit la chaire la plus renommée de l’université de Florence en 1447, poste qu’il refusa pour se rendre deux ans plus tard à Rome où il se joignit aux intellectuels qui formaient l’entourage de Nicolas V et du cardinal Bessarion.
Il traduisit à la demande du pape de nombreux ouvrages dont certains déjà traduits par Georges de Trébizonde et rédigea une « Introduction à la grammaire grecque » qui devint le manuel de base des humanistes. Pour lui, l’étude de l’antiquité était moins une étude philosophique qu’une préparation à la vie politique. Il fut l’un des rares Byzantins à traduire des œuvres littéraires latines en grec et fit des versions ou paraphrases latines de Xénophon, d’Aristote et de quelques Pères grecs.
Gaza pava la voie à la transformation qui devait s’opérer quelque quarante ans plus tard à l’université de Padoue alors que l’on abandonna les versions arabes-avéroistes d’Aristote en faveur d’une interprétation hellénistique et byzantine, basée sur des commentateurs d’Aristote comme Themistios, Jean Philipon, Simplicius et Alexandre d’Aphrodise. C’est cette admiration pour Aristote qu’il jugeait obscurcie tant par l’interprétation qu’en faisait Pléthon que par l’interprétation arabo-averroïste des scolastiques qui le poussa à écrire vers 1459 un traité, De Fato, qui visait à réfuter certaines des attaques de Pléthon tout en montrant qu’Aristote et Platon pouvaient être réconciliés comme l’affirmaient les philosophes de la Renaissance paléologienne.
La connaissance approfondie qu’il avait du latin et du grec lui permit d’interpréter pour les humanistes italiens non seulement les textes et méthodes, mais également l’esprit de la Renaissance paléologienne, conduisant ainsi à une véritable symbiose entre les renaissances byzantine et italienne. De même, sa collaboration avec les imprimeurs allemands Sweynheim et Pannarz, permit non seulement la publication du premier corpus de textes latins en Italie, mais aussi celle d’extraits d’auteurs grecs.

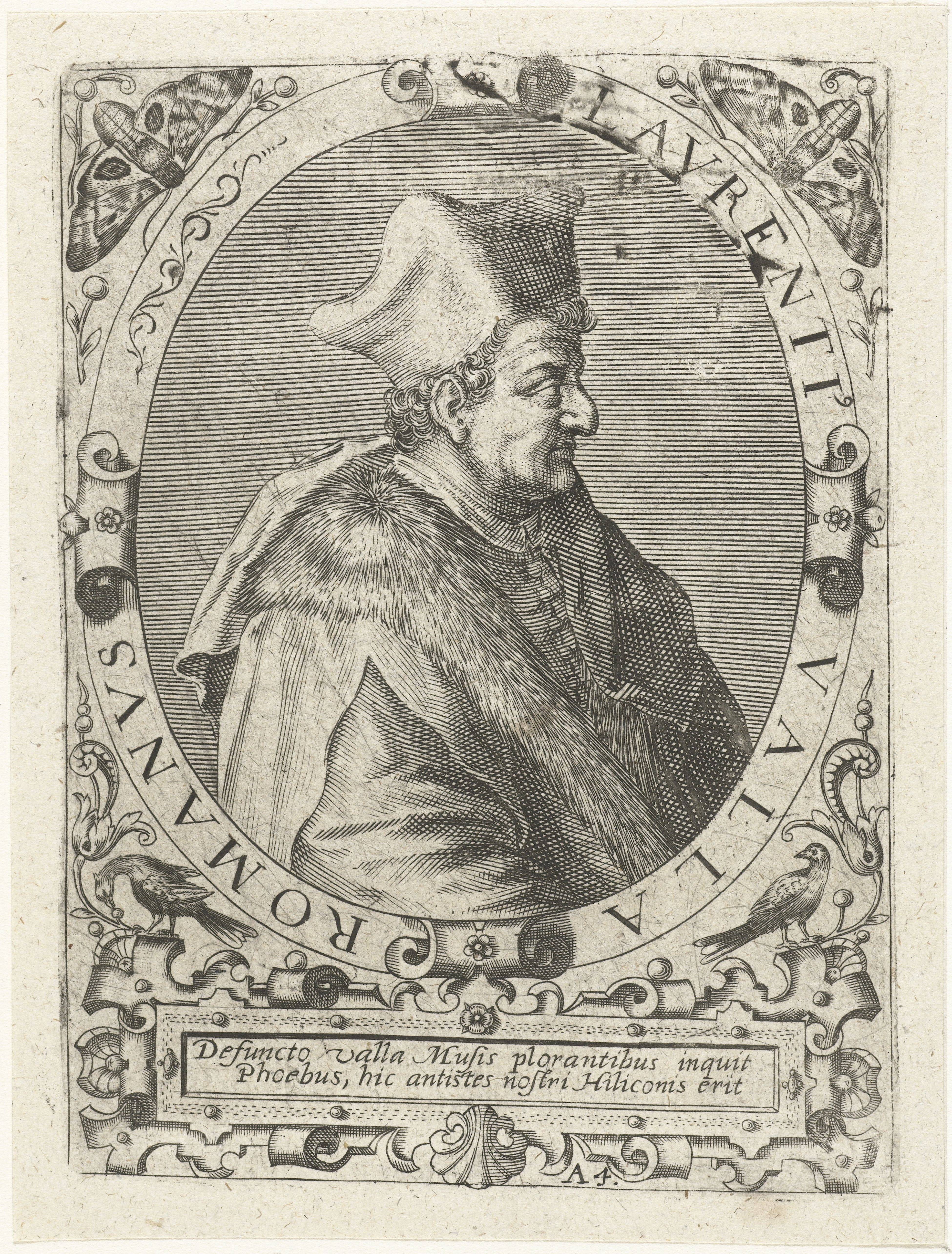
Lorenzo Valla, polémiste et pionnier de la philologie.

Lorenzo Valla (1407-1457) étudia le latin et le grec à Rome sous la direction des professeurs Leonardo Bruni et Giovanni Aurispa, puis la rhétorique et la philosophie à l'université de Padoue. Il tenta en vain d’entrer comme diplomate à la Curie vaticane. Dépité par la jalousie des Florentins qui contrôlaient la Curie, il écrivit un traité sur la « Donation de Constantin » où il démontra que ce texte, sur lequel s’appuyaient les prétentions papales à la primauté temporelle aussi bien que spirituelle depuis le Moyen Âge, était en réalité un faux. C’est aussi à Naples qu’il commença sa Collatio Novi Testamenti, une comparaison du texte grec et des versions latines du Nouveau Testament, ce qui le conduisit en 1444 à rédiger ses Annotationes, un traité considéré comme la base de la critique biblique textuelle en Occident. En dépit des accusations d’hérésie qui persistèrent contre lui toute sa vie, il fut invité à Rome par Nicolas V qui le prit sous sa protection et lui commanda la traduction complète des œuvres de Thucydide et d’Hérodote. Les nombreuses corrections qu’il apporta aux textes originaux reproduits à partir de manuscrits fautifs lui valurent la réputation de fondateur de la philologie,.

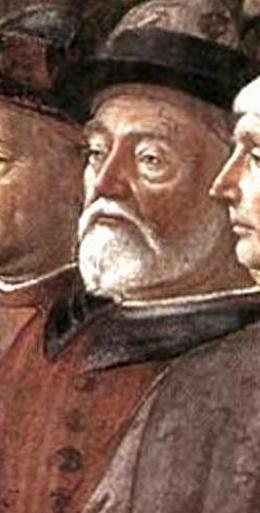
Jean Argyropoulos peint par Dominico Ghirlandaio en 1481.

Mentionnons ici Jean Argyropoulos (vers 1393 [date controversée] – 1487), bien qu’il ait étudié et enseigné à Padoue et fait également carrière à Florence. Il étudia d’abord à Thessalonique puis à Constantinople entre autres sous la direction de Pléthon. En 1421, il ouvrit une école privée où il enseigna la physique et la logique d’Aristote. Il eut notamment comme auditeurs les Italiens Francesco Filelfo et Giovanni Aurispa, qui séjournaient alors à Constantinople. En 1441 ou 1442, Argyropoulos quitta Constantinople pour l'Italie, peut-être grâce à son compatriote Bessarion promu récemment cardinal de l’Église romaine, afin d'aller étudier à l’université de Padoue, où il décrocha un doctorat en 1444. Converti au catholicisme, il appuya la politique unioniste très contestée de l’empereur Jean VIII. Après la chute de Constantinople, il se réfugia en Morée puis à Florence où Cosme de Médicis lui offrit de diriger le département grec du Studium Florentinum. Il eut parmi ses étudiants Pierre et Laurent de Medicis, ainsi que le célèbre Politien. Il y demeura jusqu’en 1471, alors qu’il partit pour Rome où il se joignit à la curie de Sixte IV alors dirigée par Bessarion où il s’occupera d’enseignement et de traduction,.
On lui doit surtout d’avoir transformé l’humanisme florentin, la réorientant de la rhétorique vers la philosophie métaphysique. Le matin, ses cours au Studium portaient principalement sur Aristote et sa philosophie. Mais l’après-midi, chez lui, était consacré à des discussions très libres entre professeurs et étudiants non seulement sur Aristote, mais également sur Platon. Si, bien des années auparavant, Chrysoloras avait fait connaitre Platon aux Florentins, Argyropoulos devait convaincre des étudiants comme Donato Acciaiuoli et Alamanno Rinuccini de se passionner pour la philosophie de Platon plutôt que pour sa rhétorique. Il prépara ainsi le terrain pour Marsilio Ficino qui, en 1462, se mit à la difficile traduction des Dialogues de Platon. Lui-même toutefois ne devait jamais marquer de préférence entre Platon et Aristote dont il traduisit plusieurs œuvres à l’intention de Cosme de Médicis et de son fils Pierre entre 1464 et 1469. Il semble que ce soit la grande amitié qui liait Argyropoulos et Cosme de Médicis qui finit par décider celui-ci de fonder en 1462 l’Académie platonicienne de Florence dont il avait eu l’idée en écoutant Gémiste Pléthon.

## Padoue, Venise et les exilés byzantins
La prise de Constantinople par les Turcs en 1453 provoqua l’exil non seulement de nombreux intellectuels byzantins professeurs d’universités, mais aussi d’un nombre considérable de personnes travaillant dans leur entourage, comme les copistes ou les traducteurs anonymes, qui jouèrent un rôle, souvent obscur mais néanmoins essentiel, dans la diffusion des textes grecs. Ainsi, Demetrios Trivolis, natif du Péloponnèse, fit une copie de l’Odyssée d’Homère pour Bessarion en 1469 ; également dans l’entourage de Bessarion, le Crétois Jean Rhossos, passa cinquante ans de sa vie à recopier des livres pour Bessarion et autres clients. Après la mort du cardinal, ceux-ci se répandront à travers l’Europe, enseignant le grec et recopiant des manuscrits : Andronic Kontovlakas à Bâle, Georges Hermonymos à Paris, Jean Servopoulos à Reading en Angleterre.
Ces intellectuels et artisans émigrés ne serviront pas seulement de courroie de transmission du savoir grec antique. Non seulement ils apportèrent avec eux nombre de manuscrits inconnus jusque-là en Occident, mais ils corrigeront les textes souvent corrompus qui y étaient déjà parvenus, en particulier à travers diverses versions arabes, et, en faisant appel aux commentateurs d’Aristote et de Platon byzantins et alexandrins, permettront de mieux en comprendre l’esprit originel. De plus, leur collaboration avec les presses qui prenaient leur essor, donna une nouvelle impulsion à leur enseignement dans diverses universités italiennes.
Ayant établi des comptoirs commerciaux (Eubée, Crète, Modon, Coron, etc.) dans ce qui avait été l’empire byzantin, Venise était le point d’entrée habituel de ces exilés en Italie. Il n’est donc pas étonnant que dans le dernier quart du Quattrocento, Venise ait abrité une colonie byzantine de quelque 4 000 personnes qui fut reconnue en 1494 comme une Confraternita par le Sénat de Venise et que Bessarion l’ait qualifié d’ « Alterum Byzantium (L’autre Byzance) »,.
Venise toutefois n’avait pas d’université. Celle-ci était située à Padoue qui faisait partie de la république depuis 1405 et comprenait une école de lettres et une école de médecine formant une seule faculté. Ses dirigeants cherchaient donc des professeurs pouvant enseigner les deux matières, ce à quoi le curriculum byzantin préparait naturellement ses étudiants. On y enseignait Aristote, tant pour ses sujets littéraires que scientifiques à partir de textes traduits et interprétés jusque-là à partir des traductions arabes de l’école d’Averroès.

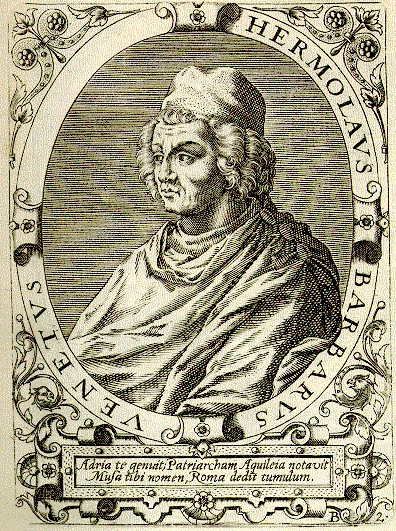
Ermolao Barbaro, évêque.

L’intérêt pour la culture grecque s’était développé lorsque Guarino de Verone, ayant quitté Florence en 1414, s’établit à Venise où il enseigna le grec pendant cinq ans. Mais c’est avec la venue de Theodore Gaza et d’humanistes vénitiens comme Ermolao Barbaro (1454-1493) que ces traductions furent progressivement délaissées au profit des commentateurs grecs antiques et byzantins. Une étape importante fut franchie lorsque le sénat de Venise, sous l’influence de Bessarion et peut-être de Filelfo, décida la création en 1463 d’une chaire de grec à l’Université de Padoue et y nomma le Byzantin Demetrios Chalcondyles.
Né de parents pauvres, Vittorino da Feltre (1378-1446) enseigna la rhétorique et la philosophie à l'université de Padoue avant d’être appelé en 1425 à Mantoue où il fonda une école secondaire qui se distinguait par l’étude des auteurs grecs dans la langue originale. À cette fin, Vittorino engagea des professeurs grecs qui servaient également de copistes et apprenaient le latin en retour. C’est ainsi que Georges de Trébizonde y fit un stage en 1431 de même que Théodore Gaza peu après son arrivée en Italie. Non seulement l’école forma-t-elle toute une génération d’humanistes, aussi bien intellectuels que politiciens, mais elle introduisit le grec dès l’école secondaire et s’inspira largement des principes d’éducation que l’on retrouvait dans la Grèce antique.

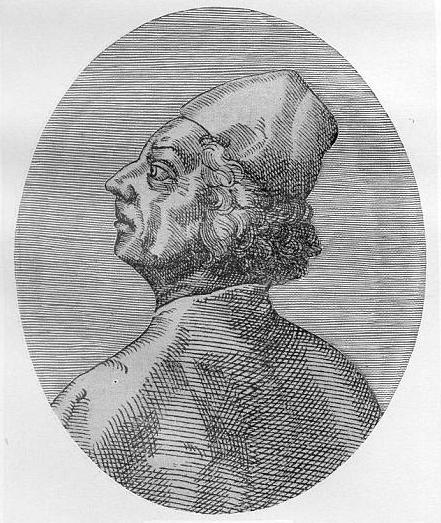
Démétrios Chalcondyles

Demetrios Chalcondyles (1423-1511) naquit à Athènes mais émigra en Italie où le cardinal Bessarion le prit sous sa protection. C’est probablement sous l’influence de celui-ci qu’il fut nommé titulaire de la chaire de grec de l’université de Padoue en 1464. Son enseignement ne semble guère avoir suscité de commentaires et on ne peut porter à son crédit que sa propre version de l’Erotemata, manuel pour débutants qui fut réédité plusieurs fois. En 1475, il partit pour Florence où il demeura jusqu’en 1491.
C’est plutôt dans le domaine de l’édition que s’exerça son influence. En 1488, il supervisa la première édition imprimée d’Homère en grec. Après son départ de Florence pour Milan, il prépara l’édition d’Isocrate en 1493 avant de se lancer dans la publication de la Souda, encyclopédie grecque du IXe siècle.
En 1472, le cardinal Bessarion légua à Venise son importante bibliothèque de manuscrits grecs et en 1497 le Sénat vénitien nomma un Grec né à Venise, Nicolaus Leonicus Tomaeus (1456-1521), titulaire de cette chaire pour enseigner Aristote dans « le [texte] grec », poste qu’il occupa presque jusqu’à sa mort. Il y enseigna à deux générations d’étudiants non seulement fils d’émigrés grecs, mais aussi à de nombreux jeunes venant d’Europe du nord, spécialement de Grande-Bretagne, attirés par la réputation de l’université et l’environnement cosmopolite de Venise-Padoue. Cette période marqua la fin, dans la communauté grecque, du conflit opposant Aristote et Platon dont Tomaeus tenta de réconcilier les systèmes métaphysiques. Philosophe, scientifique, philologue et historien, Tomaeus traduisit également divers textes d’Hippocrate et une nouvelle version de la Mechanica du pseudo-Aristote qui marquera le XVIe siècle. Enfin, son exégèse d’Aristote à partir des anciens commentateurs grecs et byzantins marqua la victoire définitive de cette école sur celle des tenants d’Averroès,.
Cousin de Théodore Gaza, Andronicos Kalistos (? – après 1476) vint probablement en Italie à l’occasion du concile de Florence et y demeura pour enseigner à Padoue à partir de 1441. Il enseigna également à Bologne avant de se fixer à Rome en 1466 dans l’entourage du cardinal Bessarion. Celui-ci le recommanda à Laurent de Médicis en 1471 pour succéder à Jean Argyropoulos au Studium de Florence. Après un bref séjour à Milan, il partit pour l’Angleterre où il acheva ses jours.
Copiste de renom, il établit sa réputation dans l’enseignement où ses cours sur Aristote, donnés en latin, attirèrent nombre d’étudiants qui ne maitrisaient vraisemblablement pas le grec. Il fut parmi les premiers à donner un cours sur un poète, Pindare, dont la renommée dans la littérature classique latine faisait un objet de curiosité.

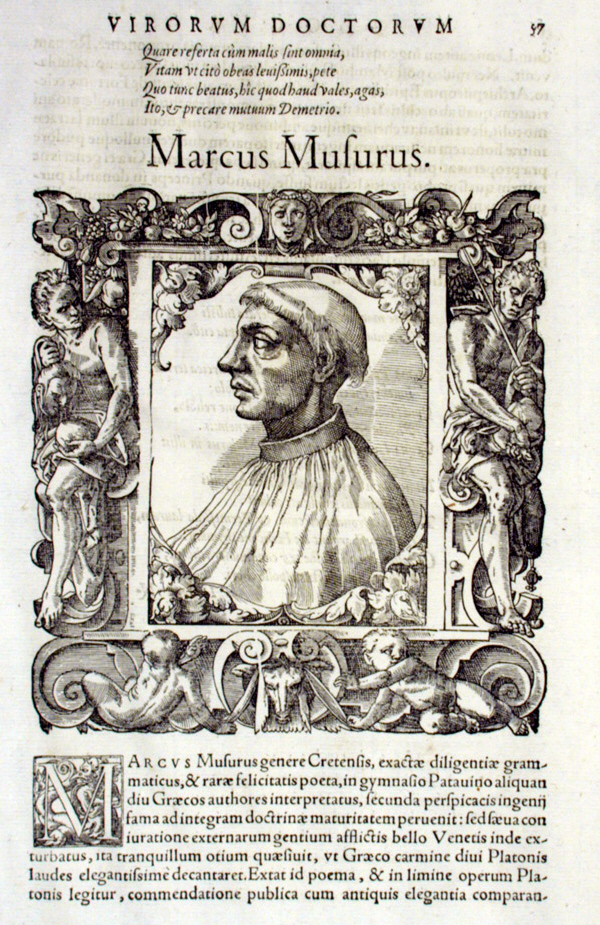
Marcus Musurus

Un autre professeur de l’université de Padoue joua un rôle considérable dans la diffusion des œuvres grecques originales. Le Crétois Marcus Musurus (1470-1517), en plus d’enseigner le grec à l’université, était un collaborateur de l’imprimerie d’Aldo Manuzio. Il édita un grand nombre de premières éditions d’auteurs grecs, incluant les œuvres complètes d’Aristophane et de Platon. Ce sont également les éditions aldines qui publieront en 1495-1498 le traité « Opéra » d’Aristote en grec, laquelle donnait pour la première fois le texte grec exact d’Aristote.
Grâce aux efforts de Tomaeus, de Musurus et d’autres émigrés qui poursuivaient l’œuvre entreprise par Chalcondyle, l’axe Venise-Padoue devait devenir dans la dernière décennie du XVe siècle et au début du XVIe siècle le plus important centre d’études grecques en Europe, devançant ainsi Florence et Rome.

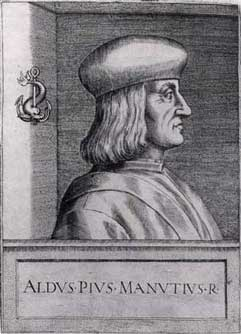
Aldo Manuzio (en français Alde l'Ancien)

L’avènement de l’imprimerie et en particulier l’introduction de caractères grecs jouèrent un grand rôle dans la propagation des œuvres grecques antiques originales au cours de la Renaissance. Aussi, doit-on terminer en disant un mot d’Aldo Manuzio (1449-1515) qui ouvrit son imprimerie en 1494 à Venise. Le choix de cette ville fut dicté non seulement par la stabilité politique de la Sérénissime, l’importance numérique de la communauté grecque qui y était installée, mais aussi par le nombre de textes en grec que l’on trouvait à la bibliothèque de Saint-Marc. Le premier ouvrage d’envergure à être imprimé fut la grammaire grecque de Constantin Lascaris en 1495 qui fut suivie par une édition en cinq volumes de l’œuvre d’Aristote entre novembre 1495 et juin 1498. L’impression en grec était difficile en raison des accents et esprits nécessaires à la compréhension du texte. Au cours de sa carrière, Manuzio utilisera pas moins de quatre fontes successives prenant comme modèles les écritures d'érudits grecs réfugiés. S’adressant à ceux-ci pour la préparation de ses textes, il publiera de nombreuses œuvres d’Aristote, des œuvres théâtrales d’Aristophane et de Sophocle, ainsi que des grammaires et autres textes pour l’étude de la langue. Ces érudits et Aldo lui-même formeront la Nouvelle Académie, club social dont la principale occupation était de recommander « les auteurs grecs susceptibles d’être imprimés et de trouver des solutions aux problèmes philologiques et littéraires qui s’y rapportaient. Après sa mort, son œuvre sera continuée par son fils Paul, puis par son petit-fils Aldo le jeune.

## Dates importantes
| Date           | Évènement |
| -------------- | --- |
| 1197           | Naissance de Nicéphore Blemmydes. Un des hommes les plus savants de son temps, son manuel de Philosophie aristotélicienne annoncera la Renaissance paléologienne.                                                                                                  |
| 1204           | Chute de Constantinople aux mains des Croisés (Quatrième Croisade) |
| 1215-1286      | Guillaume de Moerbecke, dominicain, archevêque catholique latin de Corinthe en Morée, traduit nombre de textes philosophiques, philosophiques et médicaux, du grec ancien en latin, selon la méthode « de verbo in verbo ».                                        |
| 1261           | Michel VIII Paléologue reprend Constantinople et remet la culture grecque et l’Église orthodoxe à l’honneur. |
| Vers 1320      | Naissance de Demetrios Cydones, homme d’État qui traduisit saint Thomas d’Aquin en grec, introduisant le thomisme et le latin à la cour d’Andronic III. |
| 1322           | Naissance de Nicolas Cabasilas, théologien laïc qui marquera la Renaissance paléologienne. |
| 1361           | Leontio Pilato, Grec du sud de l’Italie, est nommé à la chaire de grec de Florence ; pendant son séjour, il traduit en latin des œuvres d’Euripide, d’Aristote et d’Homère.                                                                                        |
| 1364           | Naissance de Niccolò Niccoli qui devait constituer une des plus prestigieuses bibliothèques de la Renaissance, léguée à sa mort à la ville de Florence. |
| 1391           | Fondation de l’université de Ferrare sous le patronage de la famille d’Este. |
| 1397           | Après un premier voyage en 1394, Manuel Chrysoloras arrive à Florence pour enseigner le grec. Début des traductions « ad sententiam ferre » qui remplaceront les traductions « ad verbum ».                                                                        |
| 1400           | Redécouverte à Rome de l’ouvrage de saint Basile, Père grec de l’Église, « Discours à la jeunesse chrétienne sur l’étude des classiques grecs ». |
| 1403           | Guarino Verronese étudie la langue et la culture grecques à Constantinople. |
| 1404           | Pier Paolo Vergerio écrit De ingenuis moribus, le premier traité sur l’éducation humaniste. |
| 1406           | Leonardo Bruni succède à Coluccio Salutati comme chancelier de Florence. |
| 1416           | Arrivée à Venise de Georges de Trébizonde qui traduit Hermogène. |
| 1419           | Francesco Filelfo devient notaire et chancelier du baile des Vénitiens à Constantinople. |
| 1420           | Après un long séjour à Avignon, la papauté revient à Rome sous le pape Martin V. |
| 1423           | Vittorino da Feltre crée son école à Mantoue ; Giovanni Aurispa revient de son second voyage en Grèce rapportant avec lui une importante collection de manuscrits grecs.                                                                                           |
| 1429           | Guarino Verronese fonde une école humaniste à Ferrare. |
| 1434           | Cosme de Medicis est nommé « gonfalonier » de Florence et sa famille devient l’arbitre de la république. |
| 1437-1441      | Concile de Ferrare-Florence sur la réunification des Églises romaine et grecque. Jean VIII et une délégation de 700 personnes apportent de nombreux manuscrits grecs avec eux. Gémiste Pléthon enthousiasme l’élite florentine par son enseignement sur Platon.    |
| 1440           | Lorenzo Valla écrit le « Traité sur la Donation de Constantin ». |
| 1440-1449      | Théodore Gaza succède à Nicolas Secundinus au studium de Florence et aide à élargir l’humanisme italien aux domaines de la métaphysique, des sciences et des mathématiques.                                                                                        |
| 1440-1455      | Sous le pape Nicolas V et le cardinal Bessarion, Rome devient un centre important pour les études grecques. Traduction en latin des grands classiques grecs et des Pères byzantins de l’Église.                                                                    |
| 1414-1442      | Jean Argyropoulos quitte Constantinople pour l’Italie et étudie à l’Université de Padoue. |
| 1425           | Vittorino da Feltre crée à Mantoue la première école secondaire où on étudie les anciens auteurs grecs dans le texte original. |
| 1449           | Théodore Gaza accepte l’invitation du pape Nicolas V à venir à Rome participer au cercle des études grecques animé par le cardinal Bessarion. |
| 1453           | Chute de Constantinople aux mains des Ottomans ; les intellectuels byzantins s’exilent en Italie. |
| 1453           | Gianozzo Manetti rédige le traité humaniste « De Dignitate et Excellentia Hominis ». |
| 1456-1471      | Venu en Italie pour participer au concile de Ferrare-Florence, Jean Argyropoulos revient en 1441 et prend charge de la chaire de philosophie grecque à Florence.                                                                                                   |
| 1458           | L’humaniste Enea Silvio de Piccolomini devient pape sous le nom de Pie II. |
| 1459           | Création de l’ « Académie » de Florence. |
| Vers 1459      | Théodore Gaza écrit « De Fato », récusant certaines accusations de Pléthon et tentant de démontrer qu’Aristote et Platon pouvaient être réconciliés. |
| 1460           | Marisilio Ficini commence la traduction de l’œuvre complète de Platon. |
| 1463           | Le Sénat de Venise crée la première chaire d’études du grec à l’université de Padoue et nomme Demetrios Chalcondyles à ce poste. |
| 1469           | Publication de l’œuvre de Bessarion « In calumniatorem Platonis » cherchant à réconcilier Platon et Aristote. |
| 1470           | Georges de Trébizonde dédie sa traduction du traité de Platon « Les Lois » au Sénat de Venise. |
| 1472           | Le cardinal Bessarion lègue son imposante bibliothèque à Venise. |
| 1474           | L’œuvre de Ficino « La théologie de Platon » tente de réconcilier la philosophie du philosophe grec et les valeurs chrétiennes. |
| 1476           | Demetrios Chalcondyles succède à Argyropoulos au studium florentin. |
| Vers 1489      | Nicoletto Vernia, jusqu’alors partisan des commentaires d’Averroes, publie Contra perversam opinionem Averrois, dans lequel il blâme Averroès pour certaines interprétations de la philosophie aristotélicienne sur l’immortalité de l’âme et l’unité de l’esprit. |
| 1493           | Aldo Manuzio, fondateur des Presses aldines commence à imprimer des livres à Venise. |
| 1497-vers 1531 | Le Sénat de Venise nomme Nicolaus Leonicus Tomaeus « pour lire la philosophie d’Aristote dans le texte grec » ; substitution des textes grecs originaux aux textes retranscrits par les Arabes.                                                                    |
| 1498           | Les Presses Aldines publient des versions facilement manipulables de textes grecs et latins. |
| 1506           | Lorenzo Valla publie sa thèse prouvant la fausseté de la « Donation de Constantin ». |